# Фрајштат (Доња Саксонија)
Фрајштат (њем. Freistatt) град је у њемачкој савезној држави Доња Саксонија. Једно је од 47 општинских средишта округа Дипхолц. Према процјени из 2010. у граду је живјело 1.023 становника. Посједује регионалну шифру (AGS) 3251018.

## Географски и демографски подаци
Фрајштат се налази у савезној држави Доња Саксонија у округу Дипхолц. Град се налази на надморској висини од 40 метара. Површина општине износи 12,5 km². У самом граду је, према процјени из 2010. године, живјело 1.023 становника. Просјечна густина становништва износи 82 становника/km².